# Akureyri repülőtér
Az Akureyri repülőtér (IATA: AEY, ICAO: BIAR) Izland egyik nemzetközi repülőtere, amely Akureyri közelében található. Éves utasforgalma 126 553 fő (1994).

## Futópályák
A repülőtér futópályái:
- 01/19 (1940 m, 45 m, aszfalt)

## Forgalom
Az utasforgalom az elmúlt években az alábbi módon változott:
| Utasok száma | 126 553 | 175 224 | 201 957 | 190 230 | 211 996 | 183 245 | 176 576 | 202 252 | 80 951 | 195 763 |
|              | 1994    | 2004    | 2006    | 2009    | 2011    | 2013    | 2015    | 2018    | 2020   | 2022    |